# Jakob Spens (general)
Jakob Spens, född 1656, död 6 januari 1721 i Stockholm (själaringning 8 januari 1721), var en svensk greve, ämbetsman och militär.

## Biografi
Jakob Spens var son till majoren friherre Axel Spens och sonson till James Spens. Han studerade en tid vid Uppsala universitet och gjorde sedan långa utländska resor, varvid han bland annat uppehöll sig vid universitetet i Strasbourg. Efter sin återkomst till Sverige blev han 1674 kornett vid Livregementet till häst och 1675 löjtnant där. 1676 utnämndes han till överstelöjtnant vid Adelsfanan, 1680 till överstelöjtnant vid Livdrabanterna och 1693 till överste för Livregementet till häst. Spens deltog i alla större drabbningar under Skånska kriget och utmärkte sig särskilt vid stormningen av Kristianstad 1678. 1698 blev han generalmajor och 1701 generallöjtnant av kavalleriet. Som chef för Livregementet till häst bidrog Spens till det svenska kavalleriets betydande insatser vid  landstigningen på Själland, slaget vid Petsjory 1701, övergången vid Düna samma år och slaget vid Kliszów 1702. 
1703 erhöll Spens på grund av sjuklighet permission från sin tjänst och tog sedan inte aktiv del i krigshändelserna, något som måhända även orsakades av en viss opposition mot kungens krigspolitik. 1704 utnämndes han till general av kavalleriet och mönsterherre i Sverige, och 1706 erhöll han avsked ur krigstjänsten. Han blev 1710 kunglig råd och president i Bergskollegium samt var 1714–1716 vice överståthållare i Stockholm. Han upphöjdes till grevligt stånd 1712. I sina civila befattningar verkar han dock inte ha intagit någon självständig och betydande ställning. Inom rådet slöt han sig närmast till Arvid Horn.

### Egendom
Spens ägde Orreholmens kungsgård i Skörstorps socken, Höja i Gryta socken, Ala gård i Vassunda socken, Ökna i Floda socken, Grensholmen i Vånga socken, Stavsäter i Vists socken, Norrö gård i Kättilstads socken, Viksholm i Hägerstads socken, Skedvi gård i Tjärstads socken och Engelholm i Sankt Anna socken.

### Familj
Spens gifte sig 23 november 1680 i Stockholm med friherrinnan Beata Bonde (1659–1732), dotter av riksskattmästaren Gustaf Bonde och Anna Christina Persdotter Natt och Dag. De fick tillsammans barnen generallöjtnanten Axel Spens (1681–1745), hovmarskalken Carl Gustaf Spens (1682–1751), Ulrika Spens (född 1684), Anna Sofia Spens (1686–1761) som var gift med ryttmästaren Johan Peter Posse af Säby och riksrådet Anton Johan Wrangel af Sauss, Ulrik Spens (född 1686), Hedvig Christina Spens (1690–1758) som var gift med överstelöjtnanten Erik Ulfsparre af Broxvik och lagmannen Daniel Sparrsköld och Beata Spens (1692–1740).